# Protocolo AES3-ID
La Interfaz AES3id (también llamada AES-BNC o AES 75 Ohm) utiliza conexiones de cable desbalanceado. Esta es la única diferencia con el AES3 que utiliza cables balanceados.
AES3id se beneficia del cable coaxial en la transmisión media. Como en el área de vídeo se usan cables de 75 ohm y conectores BNC. Los niveles de transmisión son comparables con los niveles de las líneas de video. Para transmitir señales digitales de audio una alternativa fue usar los ya existentes cables video, ya que tiene una menor atenuación y una mejor definición por la impedancia, que también permitía tender el cable una mayor distancia (1000 m o más).
- Datos: Q6088575